# Liste des conseillers départementaux des Hautes-Alpes
Pour un article plus général, voir Conseil départemental des Hautes-Alpes.

## Composition du conseil départemental desHautes-Alpes(30 sièges)
| Parti                                | Sigle | Sigle | Élus |
| ------------------------------------ | ----- | ----- | ---- |
| Majorité (20 sièges)                 |       |       |      |
| Les Républicains                     |       | LR    | 8    |
| Divers droite                        |       | DVD   | 11   |
| Union des démocrates et indépendants |       | UDI   | 1    |
| Opposition (8 sièges)                |       |       |      |
| Parti socialiste                     |       | PS    | 2    |
| Divers gauche                        |       | DVG   | 5    |
| Parti radical de gauche              |       | PRG   | 1    |
| Non-inscrits (2 sièges)              |       |       |      |
| Sans étiquette                       |       | SE    | 2    |
| Président du Conseil départemental   |       |       |      |
| Jean-Marie Bernard (LR)              |       |       |      |

## Liste des conseillers départementaux desHautes-Alpes(2015-2021)
| Canton                     | Conseiller départemental | Parti | Parti | Qualité                                                            |
| -------------------------- | ------------------------ | ----- | ----- | ------------------------------------------------------------------ |
| Arrondissement de Briançon |                          |       |       |                                                                    |
| L'Argentière-la-Bessée     | Marie-Noëlle Disdier     |       | DVD   | Conseillère municipale de L'Argentière-la-Bessée                   |
| L'Argentière-la-Bessée     | Jean Conreaux            |       | DVD   | Maire de Vallouise                                                 |
| Briançon-1                 | Marine Michel            |       | LR    | Conseillère municipale de Briançon                                 |
| Briançon-1                 | Arnaud Murgia            |       | LR    | Maire de Briançon                                                  |
| Briançon-2                 | Aurélie Poyau            |       | PS    | Conseillère municipale de Briançon                                 |
| Briançon-2                 | Gérard Fromm             |       | DVG   | Conseiller municipal de Briançon                                   |
| Guillestre                 | Valérie Garcin           |       | UDI   | Conseillère municipale de Molines-en-Queyras                       |
| Guillestre                 | Marcel Cannat            |       | DVD   | Maire de Réotier                                                   |
| Arrondissement de Gap      |                          |       |       |                                                                    |
| Chorges                    | Valérie Rossi            |       | PRG   | Maire de Puy-Sanières                                              |
| Chorges                    | Joël Bonnaffoux          |       | LREM  | Maire de La Bâtie-Neuve                                            |
| Embrun                     | Carole Chauvet           |       | LR    | Conseillère municipale de Crots                                    |
| Embrun                     | Marc Viossat             |       | UDI   | Conseiller municipal d'Embrun                                      |
| Gap-1                      | Pascale Boyer            |       | LREM  | Députée                                                            |
| Gap-1                      | Guy Blanc                |       | LREM  | Conseiller Municipal de Gap                                        |
| Gap-2                      | Maryvonne Grenier        |       | LR    | Conseillère municipale de Gap                                      |
| Gap-2                      | Daniel Galland           |       | LR    | Conseiller municipal de Gap                                        |
| Gap-3                      | Ginette Mostachi         |       | DVD   | Conseillère municipale de Gap                                      |
| Gap-3                      | Christian Hubaud         |       | LR    | Maire de Pelleautier                                               |
| Gap-4                      | Bénédicte Ferotin        |       | DVD   | Conseillère municipale de Gap                                      |
| Gap-4                      | Lionel Para              |       | LR    |                                                                    |
| Laragne-Montéglin          | Anne Truphème            |       | DVG   | Conseillère municipale de Laragne-Montéglin                        |
| Laragne-Montéglin          | Florent Armand           |       | DVG   | Conseiller municipal de Saint-Pierre-Avez                          |
| Saint-Bonnet-en-Champsaur  | Béatrice Allosia         |       | LR    | Conseillère municipale de Saint-Bonnet-en-Champsaur                |
| Saint-Bonnet-en-Champsaur  | Patrick Ricou            |       | LR    | Maire d'Orcières                                                   |
| Serres                     | Françoise Pinet          |       | DVD   | Maire d'Aspres-sur-Buëch                                           |
| Serres                     | Gérard Tenoux            |       | DVD   | Maire de Bruis                                                     |
| Tallard                    | Patricia Vincent         |       | DVG   |                                                                    |
| Tallard                    | Rémy Oddou               |       | DVG   | Maire de Lettret                                                   |
| Veynes                     | Bernadette Saudemont     |       | DVD   | Adjointe au Maire de Veynes (2014-)                                |
| Veynes                     | Jean-Marie Bernard       |       | LR    | Conseiller municipal du Dévoluy Président du Conseil départemental |